# تپه خاوه
تپه خاوه مربوط به دوره سلجوقیان است و در شهرستان شهریار، روستای خاوه واقع شده و این اثر در تاریخ ۱۱ شهریور ۱۳۸۲ با شمارهٔ ثبت ۹۹۰۹ به‌عنوان یکی از آثار ملی ایران به ثبت رسیده است.